# El jardín (canción)
«El jardín» es una canción interpretada por el grupo español Alaska y los Pegamoides. Fue compuesta por Eduardo Benavente y Nacho Canut, y publicada en formato flexi junto a la canción «Volar», como obsequio durante uno de los últimos conciertos del grupo, que tuvo lugar el 13 de noviembre de 1982.

## Antecedentes y publicación
En 1982, tras la salida de Nacho a Dinarama, Alaska decidió finalizar los compromisos de conciertos que tenía previamente programados. Como despedida, obsequió un flexi a los asistentes de sus últimos conciertos en Madrid, celebrados en la Escuela de Caminos en noviembre de ese mismo año. El mencionado sencillo contenía las canciones «El jardín» y «Volar», en la cara B.

## Lista de canciones y formatos
| Sencillo promocional de 7" |             |          |  |
| N.º                        | Título      | Duración |  |
| 1.                         | «El jardín» | 3:31     |  |
| 2.                         | «Volar»     | 3:05     |  |

## Créditos y personal
- Alaska: voz, producción
- Eduardo Benavente: composición, producción
- Ignacio Canut: composición, producción
- Ana Curra: teclados, producción